# Campbleton-Charlotteville
Campbleton-Charlotteville es una localidad de Trinidad y Tobago, que forma parte de la parroquia de St. John.

## Geografía
La localidad abarca parte de la isla de Tobago y limita al norte con el mar Caribe, al sur con Roxborough y Delaford (ambas localidades pertenecientes a la parroquia de  St. Paul), al este con Speyside y al oeste con L'Anse Fourmi y Bloody Bay.

## Demografía
Datos demográficos de la localidad de Campbleton-Charlotteville:
| Gráfica de evolución demográfica de Campbleton-Charlotteville entre 2000 y 2011 |
|                                                                                 |